# Bohus cup
Bohus cup är en handbollsturnering inomhus där ungdomslag och parasportlag deltar.

## Historik
Bohus cup startade runt 1975. 
Cupen drevs till än början av Kungälvs HK och HP Warta. I mitten på 1980-talet hade det gamla Bohus cup sin storhetstid med cirka 550 lag. Under 90-talet drevs cupen av Kungälvs HK och somnade in år 2000. Sen låg cupen nere till 2011 då Kungälvs HK gjorde en nysatsning av cupen.

## Nya cupen
2018 arrangerades Bohus cup, som Sveriges näst största inomhuscup i handboll.
2018 deltog 558 lag från 120 klubbar från 5 länder. Det genomfördes 1391 matcher i 18 sporthallar och 40 planer.